# Cortesognoïta
La cortesognoïta és un mineral de la classe dels silicats que pertany al grup de la lawsonita. Rep el nom en honor de Luciano Cortesogno, professor de petrografia a la Universitat de Gènova (Itàlia).

## Característiques
La cortesognoïta és un sorosilicat de vanadi de fórmula química CaV₂Si₂O₇(OH)₂(H₂O). Va ser aprovada com a espècie vàlida per l'Associació Mineralògica Internacional l'any 2014 i publicada en el mes d'agost de 2023. Cristal·litza en el sistema ortoròmbic. És l'anàleg de vanadi de la lawsonita.
L'exemplar que va servir per a determinar l'espècie, el que es coneix com a material tipus, es troba conservat a les col·leccions del departament de ciències de la Terra de la Universitat de Gènova, amb el número de registre: mo482.

## Formació i jaciments
Es troba dins de lawsonita rica en vanadi en associació amb vanadiocarfolita, calcocita, quars, poppiïta, roscoelita, vanadomalayaïta i volborthita, en fusta silicificada allotjada en metacherts de minerals de manganès de la mina de manganès Molinello. Aquesta mina està situada a la localitat de Ne, a la província de Gènova (Ligúria Itàlia), tractant-se de l'únic indret de tot el planeta on ha estat descrita aquesta espècie mineral.